# Kocioł (jezioro w Krainie Wielkich Jezior Mazurskich)
Kocioł – jezioro w Polsce, położone w województwie warmińsko-mazurskim, w powiecie piskim, w gminie Pisz, w Krainie Wielkich Jezior Mazurskich.

## Charakterystyka
Jezioro morenowe o kształcie okrągłym. W najszerszym miejscu średnica tego jeziora wynosi 2,4 km. Maksymalna głębokość to 26,4 m. Woda w jeziorze jest II klasy czystości. Przy północno-zachodnim brzegu rozpościera się wieś Kociołek Szlachecki. Od strony północnej do jeziora wpływa rzeka Białoławka. Natomiast od strony południowej ma miejsce wypływ rzeki Wilkus.
Dno jeziora jest piaszczysto-muliste. Brzegi są płaskie, tylko zachodnie są wysokie i dosyć strome. Linia brzegowa jest słabo rozwinięta. Szeroki pas roślinności szuwarowej, głównie trzciny pospolitej (Phragmites Australis) i sitowia.